# No Jacket Required
No Jacket Required – trzeci album solowy Phila Collinsa wydany w styczniu 1985.
No Jacket Required jest o wiele bardziej popowym albumem od dwóch pierwszych płyt Collinsa Face Value i Hello, I Must Be Going! i nie ma na nim żadnych tekstów politycznych jak w następnym ...But Seriously. Płyta zdobyła Nagrodę Grammy w kategorii Album roku.
Gościnnie na albumie wystąpili Sting (w piosenkach "Long Long Way To Go" i "Take Me Home") i Peter Gabriel ("Take me Home").
Cztery piosenki z płyty znalazły się w top 10 amerykańskiej listy przebojów, z tego dwie ("Sussudio" i "One More Night") na pierwszym miejscu.
No Jacket Required stał się najlepiej sprzedawaną płytą roku 1985 w Stanach Zjednoczonych, uzyskując status diamentowej płyty.
Nazwa płyty powstała po tym, jak Collins został wyrzucony z restauracji w Chicago za nieodpowiedni strój.
W czasopiśmie branżowym Teraz Rock wystawiono płycie ocenę 3 na 5.
Określono go jako reprezentującego m.in. gatunki pop rock, adult contemporary, pop soul i soul.

## Lista utworów
1. "Sussudio" (4:23)
2. "Only You Know and I Know" (Phil Collins/Daryl Stuermer) (4:21)
3. "Long Long Way To Go" (4:22)
4. "I Don't Wanna Know" (Phil Collins/Daryl Stuermer) (4:14)
5. "One More Night" (4:48)
6. "Don't Lose My Number" (4:48)
7. "Who Said I Would?" (4:01)
8. "Doesn't Anybody Stay Together Anymore?" (Phil Collins/Daryl Stuermer) (4:18)
9. "Inside Out" (5:15)
10. "Take Me Home" (5:52)
11. "We Said Hello Goodbye" (4:15) (nieobecna na pierwszym wydaniu na płycie winylowej, dołączona do wersji na kasetach i płytach kompaktowych)